# AJ Dillon
Algiers Jameal Dillon (Baltimore, Maryland, 2 de mayo de 1998) más conocido como AJ Dillon, apodado Quadfather o Quadzilla, es un jugador profesional estadounidense de fútbol americano que se desempeña en la posición de running back en Green Bay Packers, equipo de la National Football League (NFL).

## Carrera
Fue seleccionado en la segunda ronda en la Reunión Anual de Selección de Jugadores de la NFL de 2020. Hizo su debut profesional con el equipo Green Bay Packers, donde lleva jugando cuatro temporadas.